# Bryn Celli Ddu
Bryn Celli Ddu es un sitio prehistórico en la isla galesa de Anglesey, cerca de Llanddaniel Fab. Puede significar 'el túmulo del bosque oscuro' o 'el túmulo del bosque sagrado'. 
Fue saqueado en 1699. Las excavaciones arqueológicas se desarrollaron varios siglos más tarde, entre 1928 y 1929. El túmulo actual fue agregado durante una restauración realizada en el siglo XX.

## Historia
Durante el neolítico el área albergaba un crómlech y un henge. A principios de la edad de bronce las piedras fueron removidas para construir una típica tumba de corredor en la parte superior del centro del henge. 

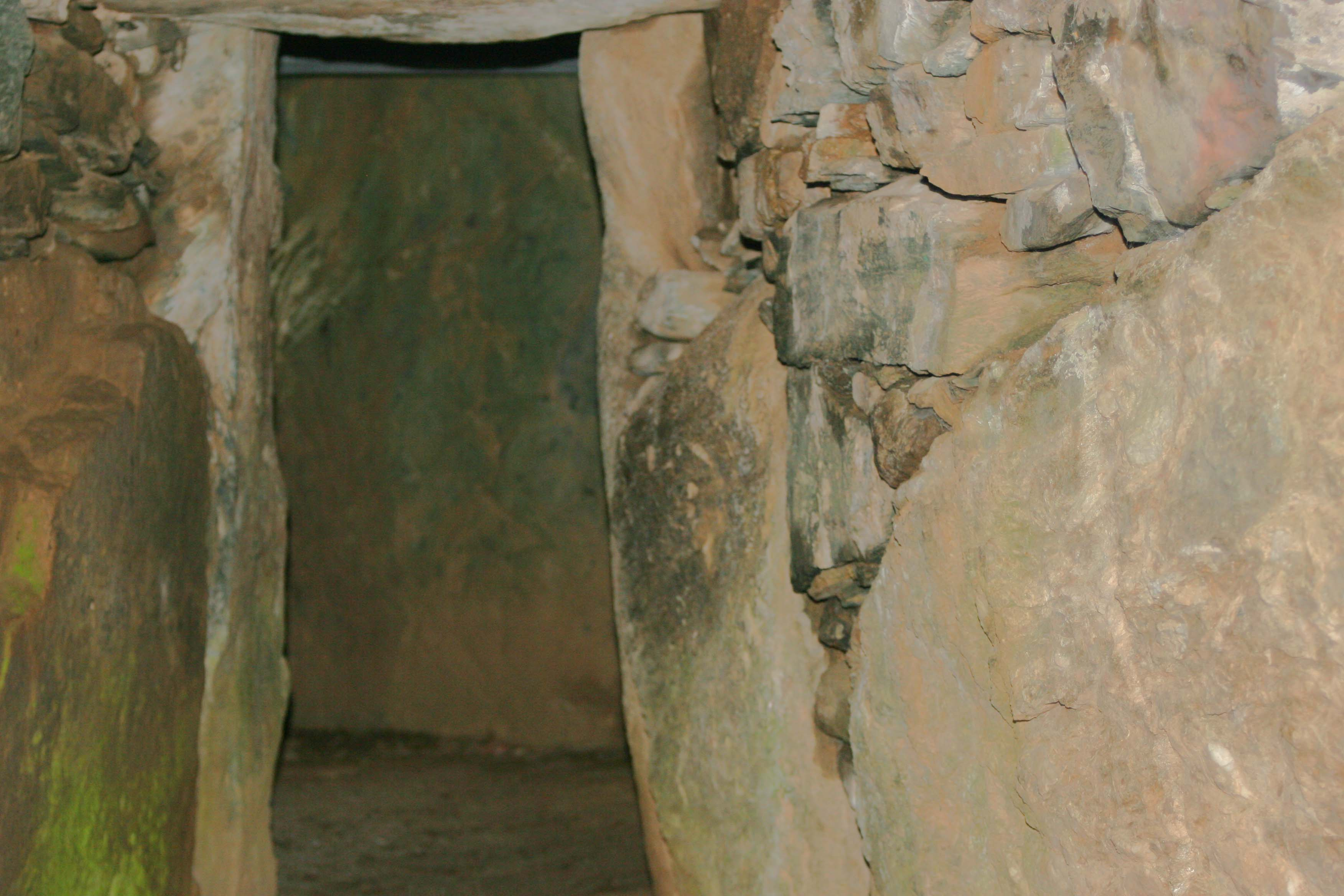
Vista interior.

En el interior de la cámara mortuoria se encontró una piedra con diseños de espirales y sepentinas esculpidas en su superficie, la cual fue transportada al Amgueddfa Cymru (Museo Nacional de Gales) y reemplazada con una réplica colocada junto a la puerta principal.

## Relación con los solsticios
Norman Lockyer, quien en 1906 publicó el primer estudio riguroso de astronomía megalítica, ha señalado que Bryn Celli Ddu marca el solsticio de verano. Aunque fue ridiculizado, recientes investigaciones de Steve Burrow, responsable de la sección de arqueología neolítica del Museo Nacional han indicado que su teoría era correcta. 
El alineamiento une el lugar Bryn Celli Ddu con una serie de otros sitios, como Maeshowe y Newgrange, que por su parte señalan el solsticio de invierno.